# Реканати, Джусто
Джусто (Винченцо Бенедетто Джузеппе) Реканати (итал. Giusto (Vincenzo Benedetto Giuseppe) Recanati; 9 августа 1789, Камерино, Папская область — 17 ноября 1861, Рим, Папская область) — итальянский кардинал, капуцин. Титулярный епископ Триполи с 3 июля 1848 по 7 марта 1853. Апостольский администратор епархии Сенигаллии ad beneplacitum Sanctae Sedis с 22 августа 1848 по 3 сентября 1851. Кардинал-священник с 7 марта 1853, с титулом церкви Санти-XII-Апостоли с 10 марта 1853.